# Nephrangis bertauxiana
Espèce
Synonymes
- Nephrangis filiformis var. bertauxiana (Szlach. & Olszewski) R.Rice[1]

Nephrangis bertauxiana est une espèce de plantes à fleurs de la famille des Orchidaceae (les Orchidées) et du genre Nephrangis, endémique du Gabon et du Cameroun.

## Étymologie
Son épithète spécifique  bertauxiana rend hommage à Pierre Bertaux, conservateur de la collection d'orchidées au Jardin du Luxembourg à Paris.

## Description
C'est une herbe épiphyte pouvant atteindre 30 cm de hauteur.

## Distribution
L'espèce n'a été observée que sur deux sites : en 1964 sur l'aérodrome proche de Bélinga au nord-est du Gabon et en 2006 à Bindem (Ma'an), dans la région du Sud au Cameroun. 